# 希拉赫

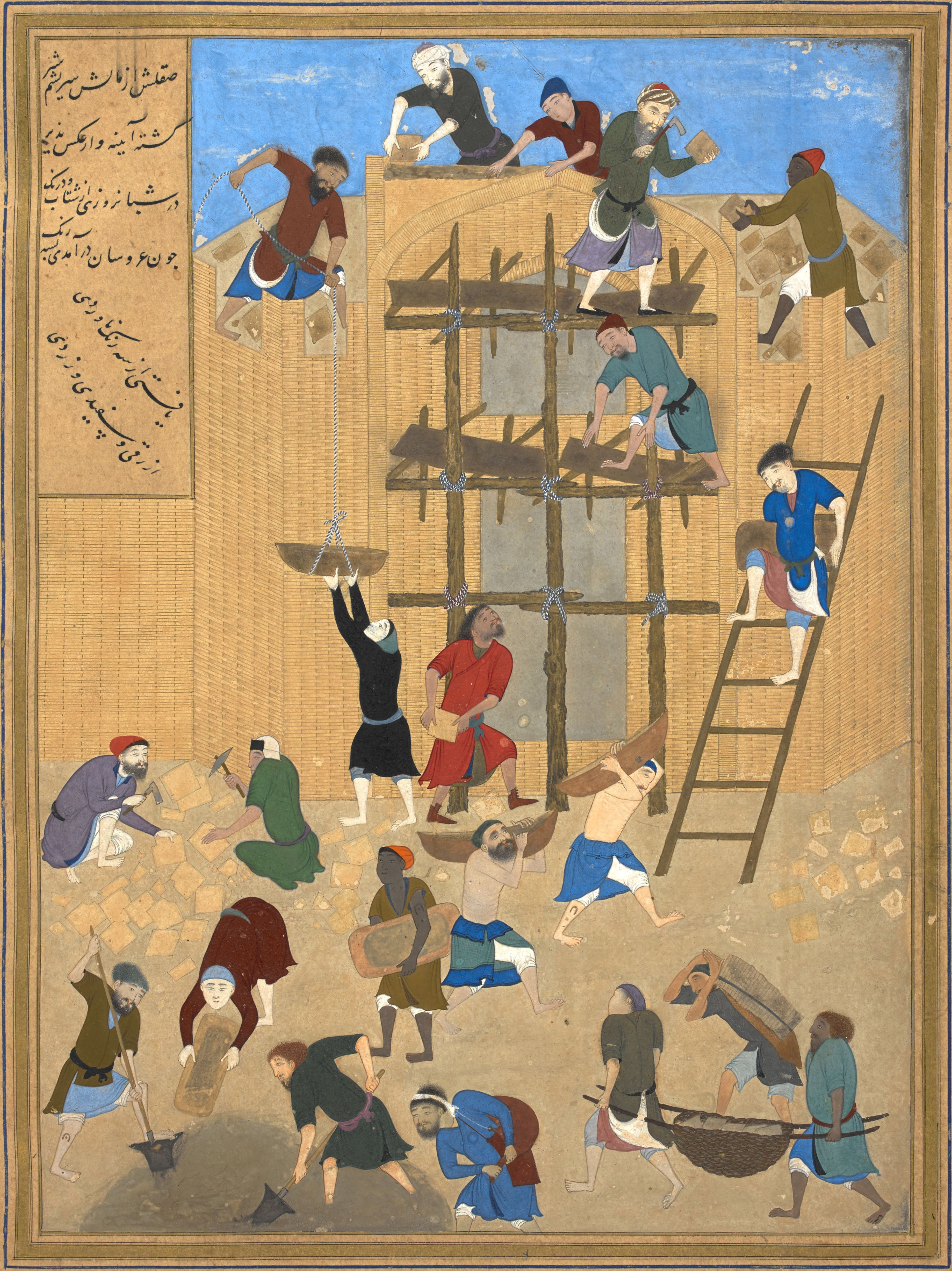
一幅由卡馬爾丁·貝扎德繪製於15世紀的波斯细密画，描繪拉赫姆王國首都希拉赫城裡，一座正在建造的哈瓦納格

希拉赫（阿拉伯语：‎，羅馬化：al-Ḥīra；中古波斯语：Hērt）是美索不達米亞地區的一座古代城市，位於現今伊拉克中南部的庫法以南。